# Nola (Zentralafrikanische Republik)
Nola ist die Hauptstadt der Präfektur Sangha-Mbaéré im Südwesten der Zentralafrikanischen Republik und hat 31.923 Einwohner (Stand 2022). Sie liegt am Zusammenfluss von Mambéré und Kadéï, und somit am Ursprung des Sangha.

## Geschichte
Der Ort stand zunächst unter französischer Kolonialherrschaft. Zu dieser Zeit war ein Agent Spécial dort stationiert und der Ort war mit der Ortschaft Bania in einer Subdivision zusammengefasst. Die Bedeutung Nolas liegt in dem Umstand, dass der Ort während der acht Monaten der Trockenzeit den Endpunkt der Schifffahrt des Sangha darstellte. Die Schifffahrt war zu dieser Zeit mit Fahrzeugen mit bis zu 80 cm Tiefgang möglich. Auch der Umlandeverkehr für den schiffbaren Teil des Kadéï lief über Nola. Zur Kolonialzeit waren die Gundi in der Umgebung heimisch.
Durch das Marokko-Kongo-Abkommen vom 4. November 1911 wurde die Region als Teil von Neukamerun von Frankreich an das Deutsche Kaiserreich abgetreten und an die deutsche Kolonie Kamerun angegliedert. In dieser Zeit war Nola Sitz eines Postens der Schutztruppe sowie einer Postagentur und einer Faktorei.